# Rostki (powiat węgrowski)
Rostki – wieś w Polsce położona w województwie mazowieckim, w powiecie węgrowskim, w gminie Miedzna. Ma status sołectwa.
Wieś posiadała w 1673 roku podkomorzyna koronna Konstancja Butlerowa, leżała w ziemi drohickiej województwa podlaskiego w 1795 roku. W latach 1975–1998 miejscowość należała administracyjnie do województwa siedleckiego.
Wierni Kościoła rzymskokatolickiego należą do parafii św. Antoniego Padewskiego w Ugoszczy.